# Klaus Lederer
Klaus Lederer (Schwerin, 21 de març de 1974) és un polític alemany membre del partit L'Esquerra.
Va estudiar Dret a la Universitat Humboldt de Berlín. Des del 2003, és membre de la Cambra de Diputats de Berlín. Va ser el líder del partit de L'Esquerra a les eleccions estatals de Berlín del 2016.

## Obra publicada
- Karsten Krampitz, Klaus Lederer: Schritt für Schritt ins Paradies. Handbuch zur Freiheit. Karin Kramer Verlag, Berlin 2013, ISBN 978-3-87956-374-6.